# العلاقات الغواتيمالية الميكرونيسية
العلاقات الغواتيمالية الميكرونيسية هي العلاقات الثنائية التي تجمع بين غواتيمالا وولايات ميكرونيسيا المتحدة.

## مقارنة بين البلدين
هذه مقارنة عامة ومرجعية للدولتين:
| وجه المقارنة                                              | غواتيمالا       | ولايات ميكرونيسيا المتحدة |
| --------------------------------------------------------- | --------------- | ------------------------- |
| المساحة (كم2)                                             | 108.89 ألف      | 702                       |
| عدد السكان (نسمة)                                         | 17.26 مليون     | 105.54 ألف                |
| الكثافة السكانية (ن./كم²)                                 | 158.51          | 15.03 ألف                 |
| العاصمة                                                   | غواتيمالا       | باليكير                   |
| اللغة الرسمية                                             | اللغة الإسبانية | لغة إنجليزية              |
| العملة                                                    | كتزال غواتيمالي | دولار أمريكي              |
| الناتج المحلي الإجمالي (بليون دولار)                      | 75.62 مليار     | 336.43 مليون              |
| الناتج المحلي الإجمالي (تعادل القوة الشرائية) بليون دولار | 126.21 مليار    | 365.27 مليون              |
| الناتج المحلي الإجمالي الاسمي للفرد دولار أمريكي          | 3.90 ألف        | 3.02 ألف                  |
| الناتج المحلي الإجمالي للفرد دولار أمريكي                 | 7.45 ألف        |                           |
| مؤشر التنمية البشرية                                      | 0.627           | 0.640                     |
| رمز المكالمات الدولي                                      | +502            | +691                      |
| رمز الإنترنت                                              | .gt             | .fm                       |
| المنطقة الزمنية                                           | 00              |                           |

## منظمات دولية مشتركة
يشترك البلدان في عضوية مجموعة من المنظمات الدولية، منها:
| علم المنظمة | اسم المنظمة                               | تاريخ انضمام غواتيمالا | تاريخ انضمام ولايات ميكرونيسيا المتحدة |
| ----------- | ----------------------------------------- | ---------------------- | -------------------------------------- |
|             | مؤسسة التنمية الدولية                     | 27 أبريل 1961          | 24 يونيو 1993                          |
|             | يونسكو                                    | 2 يناير 1950           | 19 أكتوبر 1999                         |
|             | وكالة ضمان الاستثمار متعدد الأطراف        | 11 يوليو 1996          | 11 أغسطس 1993                          |
|             | الأمم المتحدة                             | 21 نوفمبر 1945         | 17 سبتمبر 1991                         |
|             | البنك الدولي للإنشاء والتعمير             | 28 ديسمبر 1945         | 24 يونيو 1993                          |
|             | الاتحاد الدولي للاتصالات                  | 10 يوليو 1914          | 18 مارس 1993                           |
|             | منظمة حظر الأسلحة الكيميائية              | ?                      | ?                                      |
|             | مؤسسة التمويل الدولية                     | 20 يوليو 1956          | 24 يونيو 1993                          |
|             | المركز الدولي لتسوية المنازعات الاستشارية | 20 فبراير 2003         | 24 يوليو 1993                          |

## وصلات خارجية
- موقع وزارة الخارجية الغواتيمالية